# Dorfwasser
Das Dorfwasser, mitunter auch Ullersdorfer Dorfwasser, ist ein rechter Nebenfluss der Prießnitz im Radeberger Ortsteil Ullersdorf sowie in der angrenzenden Dresdner Heide in Sachsen. Der Oberlauf des 2,6 km langen Dorfwassers ist überwiegend verrohrt, sein Unterlauf in der Dresdner Heide blieb naturnah erhalten.
Nach dem Sächsischen Wassergesetz ist es ein Gewässer zweiter Ordnung. Als Bodentyp ist Pseudogley-Gley ermittelt worden. Der dort vorkommende sandige Lehm ist säuerlich.

## Verlauf
Östlich des Ullersdorfer Siedlungsrands entspringt das Dorfwasser und fließt verrohrt in westlicher Richtung, wobei ein kurzes Stück bis zur Dorfstraße offen ist. Dort ändert sich die Fließrichtung und das Dorfwasser wird verrohrt in nördlicher Richtung entlang der Dorfstraße zum Dorfteich geführt. Dessen Abfluss erfolgt abermals verrohrt entlang der Dorfstraße, erst nach Passieren der Ullersdorfer Hauptstraße tritt das Dorfwasser an der Straße Am Dorfwasser wieder ins Freie. Es fließt weiter in überwiegend nordwestlicher Richtung zur Gemarkungs- und Stadtgrenze, die es am Ochsensteig quert, südlich der Kreuzung mit dem Sternweg.
In der Dresdner Heide, auf den letzten rund 1,1 km, fließt das Dorfwasser in überwiegend westlicher Richtung zur von Süden kommenden Prießnitz.

## Schutzgegenstand
In der Dresdner Heide, die in weiten Teilen als Landschaftsschutzgebiet ausgewiesen ist, erstreckt sich zwischen den Schneisen 5 und 6 das 5 Hektar große Flächennaturdenkmal Ullersdorfer Dorfwasser. In diesem ist der in Mitteleuropa häufige, in Ostdeutschland jedoch seltene Berg-Ehrenpreis (Veronica montana) nachgewiesen.
Das Flächennaturdenkmal wird in Nordost-Südwest-Richtung vom Nachtflügel gequert. Die das Dorfwasser überspannende Hohe Brücke ist als technisches Denkmal und somit als Kulturdenkmal geschützt.
Westlich des Nachtflügels erstreckt sich das Fauna-Flora-Habitat-Gebiet (FFH) Prießnitzgrund.